# كليف تيتوس
كليف تيتوس (بالإنجليزية: Cliff Titus)‏ هو سياسي أمريكي، ولد في 6 يوليو 1890 في فايرفيلد في الولايات المتحدة، وتوفي في 8 مارس 1988. حزبياً، نشط في الحزب الجمهوري. وقد انتخب عضو مجلس ولاية ميزوري.